# Кладбище советских солдат (Бельско-Бяла)
Кладбище советских солдат (пол. Cmentarz Żołnierzy Radzieckich) — советское воинское кладбище, находящееся на улице Львовской в городе Бельско-Бяла, Польша. На кладбище похоронены военнослужащие Красной Армии, погибшие в 1945 году на территории Польши.

## История
Кладбище было основано в 1948 году на площади святого Николая напротив собора святого Николая. На нём было похоронено 28 советских офицеров и 10 634 солдата, погибших с января по май 1945 года в боях с немецкими войсками в районах Западных Бескид и Верхней Силезии. В 1949 году недалеко от кладбища был установлен памятник Благодарности Красной Армии в виде обелиска. Этот памятник был убран городскими властями в начале 90-х годов XX столетия.
В 1968 году кладбище было перенесено из центра города на территорию возле улицы Освобождения (сегодня — это часть улицы Львовской). На этом участке было установлено около трёхсот каменных надгробий, оборудована 21 братская могила и памятник Героям Красной Армии авторства польских скульпторов Ришарда Срочинского и Августа Дырды. На кладбище также были установлены две артиллерийские пушки 76 калибра образца 1942 года.
В настоящее время кладбище открыто для свободного посещения.

## Источник
- Jerzy Polak: Przewodnik po Bielsku-Białej. Bielsko-Biała: Towarzystwo Miłośników Ziemi Bielsko-Bialskiej, 2000. ISBN 83-9020790-7.